# Mîkolaiivka, Velîka Lepetîha
Mîkolaiivka (în ucraineană Миколаївка) este o comună în raionul Velîka Lepetîha, regiunea Herson, Ucraina, formată numai din satul de reședință.

## Demografie
Componența lingvistică a comunei Mîkolaiivka
     Ucraineană (98,28%)
     Rusă (1,59%)
     Alte limbi (0,13%)
Conform recensământului din 2001, majoritatea populației comunei Mîkolaiivka era vorbitoare de ucraineană (98,28%), existând în minoritate și vorbitori de rusă (1,59%).